# أمليتو فريناني
أمليتو فريناني (بالإيطالية: Amleto Frignani)‏ (مواليد 5 مارس 1932) هو لاعب كرة قدم. يلعب مع منتخب إيطاليا لكرة القدم. سبق له أن لعب في كأس العالم لكرة القدم مع منتخب بلاده.

## روابط خارجية
- أمليتو فريناني على موقع الاتحاد الدولي (مؤرشف)  (الإنجليزية)
- أمليتو فريناني على موقع قاعدة بيانات كرة القدم.إي يو (الإنجليزية)
- أمليتو فريناني على موقع ناشيونال فوتبول تيمز (الإنجليزية)